# Boronia muelleri
Boronia muelleri là một loài thực vật có hoa trong họ Cửu lý hương. Loài này được (Benth.) Cheel mô tả khoa học đầu tiên năm 1924.